# Puchar Tatrzański 2016
69. edycja Pucharu Tatrzańskiego – rozegrana została w dniach 25 - 27 sierpnia 2016. W turnieju wzięły udział cztery drużyny. Mecze rozgrywane były w hali Zimný štadión mesta Poprad oraz jedno spotkanie w Zimný štadión Spišská Nová Ves.
Do turnieju oprócz drużyny gospodarzy HK Poprad zaproszono trzy drużyny: fiński Pelicans Lahti, szwedzkie Örebro HK oraz czeski HC Oceláři Trzyniec. Drużyny rywalizowały w jednej grupie i rozgrywały mecze w systemie każdy z każdym. Obrońcami tytułu była drużyna EC Graz 99ers, która w tym sezonie nie startowała.
W turnieju zwyciężyła drużyna Pelicans Lahti, przed czeskim HC Oceláři Trzyniec oraz szwedzkim Örebro HK.

## Wyniki
| 25 sierpnia 2016 | Örebro HK | 2:3 | Pelicans Lahti | Zimný štadión mesta Poprad, Poprad |

| Szczegóły      | Szczegóły                             | Szczegóły       | Szczegóły                                           | Szczegóły   |
| -------------- | ------------------------------------- | --------------- | --------------------------------------------------- | ----------- |
| Godzina: 16:00 | J. Wiklander 28:00 P. Andersson 38:00 | (0:1, 2:1, 0:1) | 9:00 J. Leimu 38:00 A. Erkinjuntti 53:00 A. Rekonen | Widzów: 650 |

| 25 sierpnia 2016 | HK Poprad | 1:6 | HC Oceláři Trzyniec | Zimný štadión mesta Poprad, Poprad |

| Szczegóły      | Szczegóły         | Szczegóły       | Szczegóły                                                                                          | Szczegóły    |
| -------------- | ----------------- | --------------- | -------------------------------------------------------------------------------------------------- | ------------ |
| Godzina: 19:00 | M. Zagrapan 23:00 | (0:1, 1:2, 0:3) | 07:00 J. Petružálek 26:00 J. Sýkora 29:00 J. Sýkora 53:00 J. Hrabal 55:00 M. Růžička 60:00 E. Hrna | Widzów: 1242 |

| 26 sierpnia 2016 | Örebro HK | 0:2 | HC Oceláři Trzyniec | Zimný štadión mesta Poprad, Poprad |

| Szczegóły      | Szczegóły | Szczegóły       | Szczegóły                      | Szczegóły |
| -------------- | --------- | --------------- | ------------------------------ | --------- |
| Godzina: 18:00 |           | (0:0, 0:1, 0:1) | 32:00 E. Hrna 60:00 M. Adamský |           |

| 26 sierpnia 2016 | HK Poprad | 2:6 | Pelicans Lahti | Zimný štadión Spišská Nová Ves, Nowa Wieś Spiska |

| Szczegóły      | Szczegóły                           | Szczegóły       | Szczegóły                                                                                           | Szczegóły    |
| -------------- | ----------------------------------- | --------------- | --------------------------------------------------------------------------------------------------- | ------------ |
| Godzina: 18:00 | S. Fabian 30:00 S. Mlynarovič 38:00 | (0:3, 2:0, 0:3) | 02:00 J. Alanne 19:00 M. Pöyhönen 20:00 J. Tyrväinen 49:00 J. Alanne 50:00 V. Sopanen 55:00 S. Repo | Widzów: 1180 |

| 27 sierpnia 2016 | Pelicans Lahti | 3:2 | HC Oceláři Trzyniec | Zimný štadión mesta Poprad, Poprad |

| Szczegóły      | Szczegóły                                         | Szczegóły       | Szczegóły                         | Szczegóły |
| -------------- | ------------------------------------------------- | --------------- | --------------------------------- | --------- |
| Godzina: 16:00 | M. Pöyhönen 04:00 M. Hovinen 25:00 B. Blood 41:00 | (1:1, 1:0, 1:1) | 11:00 C. Kane 54:00 J. Petružálek |           |

| 27 sierpnia 2016 | HK Poprad | 0:5 | Örebro HK | Zimný štadión mesta Poprad, Poprad |

| Szczegóły      | Szczegóły | Szczegóły       | Szczegóły                                                                             | Szczegóły    |
| -------------- | --------- | --------------- | ------------------------------------------------------------------------------------- | ------------ |
| Godzina: 19:00 |           | (0:2, 0:3, 0:0) | 04:00 P. Zámorský 18:00 P. Zámorský 28:00 D. Heinrich 31:00 J. Mustonen 37:00 M. Haga | Widzów: 1388 |

## Klasyfikacja turnieju
| Lp. | Zespół              | M | Pkt | W | WpD | PpD | P | G + | G - | +/- |
| --- | ------------------- | - | --- | - | --- | --- | - | --- | --- | --- |
| 1   | Pelicans Lahti      | 3 | 9   | 3 | 0   | 0   | 0 | 12  | 6   | +6  |
| 2   | HC Oceláři Trzyniec | 3 | 6   | 2 | 0   | 0   | 1 | 10  | 4   | +6  |
| 3   | Örebro HK           | 3 | 3   | 1 | 0   | 0   | 2 | 7   | 5   | +2  |
| 4   | HK Poprad           | 3 | 0   | 0 | 0   | 0   | 3 | 3   | 17  | -14 |

Lp. = lokata, M = liczba rozegranych spotkań, Pkt = Liczba zdobytych punktów, W = Wygrane, WpD = Wygrane po dogrywce lub karnych, PpD = Porażki po dogrywce lub karnych, P = Porażki, G+ = Gole strzelone, G- = Gole stracone, +/- = bilans bramek

## Klasyfikacje indywidualne
Dyrektoriat turnieju wybrał najlepszych zawodników na danych pozycjach.
- Najlepszy bramkarz: Peter Hamerlík (HC Oceláři Trzyniec)
- Najlepszy obrońca: Stefan Fabian (HK Poprad)
- Najlepszy napastnik: Sebastian Repo (Pelicans Lahti)